# Jean-Charles Payen
Jean-Charles  Payen (* 17. Oktober 1931 in Paris; † 5. Oktober 1984) war ein französischer Romanist und Mediävist.

## Leben und Werk
Payen war Absolvent der École normale supérieure und Agrégé (1956). Ab 1960 war er Assistent an der Sorbonne; von 1964 bis 1966 lehrte er in Rouen. Er habilitierte sich 1968 mit den beiden Thèses Le motif du repentir dans la littérature française médiévale des origines à 1230 (Genf 1967) und (Hrsg.) Alard de Cambrai, Le Livre de philosophie et de moralité (Paris 1970) und war bis zu seinem Tod Professor für die Literatur des Mittelalters an der Universität Caen. Payen war ab 1983 Mitglied der Acadèmia de Bones Lletres de Barcelona.

## Schriften (Auswahl)

### Autor
- Les Origines de la courtoisie dans la littérature française médiévale. CDU, Paris 1966/67 (2 Bde.).
- Les Origines de la Renaissance. Paris 1969.
- Le Moyen Age, Bd. 1: Des origines à 1300. Flammarion, Paris 1997, ISBN 2-08-070957-7 (EA Paris 1970)[1]
- Le roman. Le roman français (Typologie des sources du moyen âge occidental; Bd. 12). Turnhout, Brepols 1975 (zusammen mit Franciscus Nicolaas Maria Diekstra).
- Le fabliau. Le lai narratif (Typologie des sources du moyen âge occidental; Bd. 13). Turnhout, Brepol 1975 (zusammen mit Omer Jodogne).
- La Rose et l'utopie. Révolution sexuelle et communisme nostalgique chez Jean de Meung. Éditions Sociales, Paris 1976, ISBN 2-209-05224-6.
- Le prince d'Aquitaine. Essai sur Guillaume IX, son oeuvre et son érotique. Champion, Paris 1980, ISBN 2-85203-080-2.
- Après moi le poète. Editorial Corlet, Condé-sur-Noireau 1984, ISBN 2-85480-073-7.

### Herausgeber
- Manuel d'histoire littéraire de la France, Bd. 1: Des origines à 1600. Neuaufl. Éditions Sociales, Paris 1987 (zusammen mit Henri Weber).[2]
- Plaisir de lire. Moyen âge. Colin Paris 1965 (zusammen mit Marcel Domerc und Régine Pernoud).
- La Poésie des origines à 1715. Colin, Paris 1968 (zusammen mit Jean-Pierre Chauveau).
- Histoire de la littérature française, Bd 1: Du Moyen âge à la fin du XVIIe siècle. Flammarion, Paris 1997, ISBN 2-08-070957-7 (EA Paris 1969; zusammen mit Jacques Roger).
- Les „Tristan“ en vers. Tristan de Béroul, Tristan de Berne, Folie Tristan d'Oxford, Chèvrefeuille de Marie de France (Classiques Garnier). Garnier, Paris 2010, ISBN 978-2-8124-013-9-8.
- Les Moniages Guibourc. Hommage à Jean Frappier. Paris 1983 (zusammen mit Philippe Ménard).
- La Légende arthurienne et la Normandie. Hommage à René Bansard. Editorial Corlet, Condé-sur-Noireau 1991, ISBN 2-85480-068-0 (EA 1983).
- Le Conte de fées en Normandie. La fée d'Argouges, archétypes et avatars. Colloque international universitaire organisé à Rânes, Orne, les 30 juin et 1er juillet 1984. Editorial Corlet, Conté-sur-Noireau 1986, ISBN 2-905461-04-7.